# NGC 4728
NGC 4728 este o galaxie eliptică situată în constelația Părul Berenicei. A fost descoperită în 3 martie 1867 de către Heinrich Louis d'Arrest. Se află la o distanță de 95,61 de megaparseci de Pământ.